# Basilia guimaraesi
Basilia guimaraesi är en tvåvingeart som först beskrevs av Schuurmans Stekhoven 1951.  Basilia guimaraesi ingår i släktet Basilia och familjen lusflugor. Inga underarter finns listade i Catalogue of Life.